# بریتنی پاول
بریتنی پاول (انگلیسی: Brittney Powell؛ زادهٔ ۴ مارس ۱۹۷۲) یک هنرپیشه اهل آلمان است. وی از سال ۱۹۹۱ میلادی تاکنون مشغول فعالیت بوده‌است.
از فیلم‌ها یا برنامه‌های تلویزیونی که وی در آنها نقش داشته‌است می‌توان به هوابرد و گریخت اشاره کرد.